# 黄柏河
黄柏河位于中国湖北省宜昌市，是长江左岸的一条一级支流。它发源于宜昌市夷陵区樟村坪镇，向南流经夷陵区和远安县，在葛洲坝上游汇入长江。河水的水位被大坝抬高，河流的最低处现在有点像葛洲坝水库的一个港口，有许多码头和造船厂。
中国长江三峡集团公司中华鲟研究所位于宜昌市夷陵区小溪塔街道黄柏河江心岛上。